# Alfred W. Crosby
Pour les articles homonymes, voir Crosby.
Alfred Worcester Crosby Jr., né le 15 janvier 1931 à Boston et mort le 14 mars 2018 à Nantucket, est un historien, professeur et auteur de livres tels que The Columbian Exchange (l'Échange colombien - 1972),  Ecological Imperialism (1986) ou The Measure of Reality.
Dans ses travaux, il donne des explications biologiques et géographiques sur le fait que les européens ont été en mesure de conquérir relativement facilement les autres continents dont l'Amérique du nord et du sud.
D'après l'historien Hal Rothman (en), Crosby a ajouté la biologie au processus de l'exploration humaine, donnant des explications à des évènements aussi divers que la conquête de l'Amérique centrale par les Conquistadors ou la chute de l'empire Inca.
Crosby est professeur émérite à l'université du Texas à Austin, intervient à l'université de Washington, de Yale, en Nouvelle-Zélande et en Finlande.

## Crédit d'auteurs
- (en) Cet article est partiellement ou en totalité issu de l’article de Wikipédia en anglais intitulé « Alfred W. Crosby » (voir la liste des auteurs).